# ماسانوري تومينغا
ماسانوري تومينغا (باليابانية: 冨永昌敬؛ بالكانا: とみなが まさのり) هو منتج أفلام وكاتب سيناريو ومخرج ياباني، ولد في 31 أكتوبر 1975 في إهيمه في اليابان.

## وصلات خارجية
- ماسانوري تومينغا على موقع IMDb (الإنجليزية)
- ماسانوري تومينغا على موقع قاعدة بيانات الفيلم (الإنجليزية)
- ماسانوري تومينغا على موقع كينوبويسك (الروسية)